# Chaosphere
Chaosphere to trzeci studyjny album szwedzkiego zespołu metalowego Meshuggah. Został wydany w 1998 roku nakładem wytwórni Nuclear Blast. 
Według danych z kwietnia 2002 album sprzedał się w nakładzie 35,232 egzemplarzy na terenie Stanów Zjednoczonych.

## Lista utworów
Opracowano na podstawie materiału źródłowego.
| Nr | Tytuł utworu                         | Słowa           | Muzyka                              | Długość |
| -- | ------------------------------------ | --------------- | ----------------------------------- | ------- |
| 1. | „Concatenation”                      | Tomas Haake     | Fredrik Thordendal                  | 4:17    |
| 2. | „New Millennium Cyanide Christ”      | Tomas Haake     | Fredrik Thordendal, Mårten Hagström | 5:36    |
| 3. | „Corridor of Chameleons”             | Tomas Haake     | Fredrik Thordendal                  | 5:02    |
| 4. | „Neurotica”                          | Mårten Hagström | Mårten Hagström                     | 5:20    |
| 5. | „The Mouth Licking What You've Bled” | Tomas Haake     | Fredrik Thordendal                  | 3:57    |
| 6. | „Sane”                               | Tomas Haake     | Fredrik Thordendal, Jens Kidman     | 3:49    |
| 7. | „The Exquisite Machinery of Torture” | Tomas Haake     | Fredrik Thordendal, Tomas Haake     | 3:56    |
| 8. | „Elastic”                            | Tomas Haake     | Mårten Hagström                     | 15:30   |
|    |                                      |                 |                                     | 47:27   |

## Twórcy
Opracowano na podstawie materiału źródłowego.
- Jens Kidman - wokal
- Gustaf Hielm - gitara basowa
- Tomas Haake - perkusja
- Mårten Hagström - gitara
- Fredrik Thordendal - gitara, syntezator